# Juan Tamariz

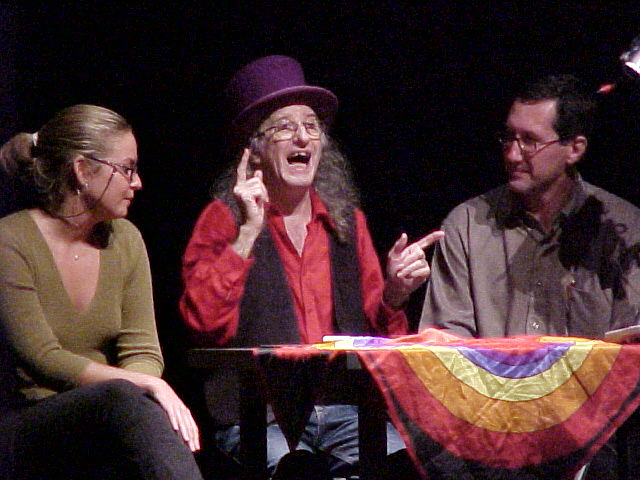
Juan Tamariz durant la seva actuació a Puerto del Rosario, Fuerteventura el 12 de desembre de 2001.

Juan Tamariz-Martel Negrón (Madrid, 18 d'octubre de 1942) és un il·lusionista espanyol, especialitzat en cartomàgia i en màgia de proximitat. Com a mag especialitzat en cartes és respectat pel món de l'il·lusionisme com una autoritat en l'art de la desviació de l'atenció en els jocs de mans.
Ha presentat diferents espectacles tant a Espanya com en ciutats d'arreu del món com ara Chicago, Tokio, París, Londres, Bogotà, El Caire, Nova York o Santiago de Xile. Ha realitzat un gran nombre de publicacions, com diversos llibres, i és el creador d'una baralla mnemònica.

## Aportacions al món màgic

### Baralla mnemònica
Tamariz inicià el desenvolupament de la seva baralla mnemònica durant el febrer de 1980. Començà a escriure sobre el tema a la circular de l'Escola Màgica de Madrid a partir d'unes idees que Luis García Soutullo li havia suggerit. Ambdós mags treballaren en paral·lel durant un temps, desenvolupant cada un una baralla diferent. Més endavant, García acabà una mnemònica que s'arribava mitjançant cinc mescles faros-ext, a partir de l'ordre natural (d'As a Rei); tanmateix, aquella baralla seria reemplaçada més endavant per una altra basada en altres principis. Tamariz continuà amb el seu projecte, i finalitzà la seva baralla temps després.

### Publicacions
Ha publicat diversos articles en revistes, a banda de redactar circulars per a l'Escola Màgica de Madrid.
Tamariz ha escrit diversos llibres al llarg de la seva carrera, alguns dels quals s'han traduït a l'anglès, a l'alemany i francès. Entre les seves obres destaquen Monedas, monedas y ... monedas (1969), que presenta una rutina de monedes per a numismags; Magia en el bar (1975) que inclou efectes realitzables amb materials comuns que es poden trobar fàcilment en un qualsevulla restaurant; Magicolor (1977) que està enfocat a la màgia que utilitza canvis de color; La vía mágica (1987) que es basa en una de les seves conferències sobre presentació màgica.
Entre les seves obres també podem trobar títols com Truki-cartomagia (1970), Aprenda usted Magia (1973), Secretos de Magiapotagia (1988), Sonata (1989) y Por Arte de Verbimagia (2005), a banda d'una obra d'història de la màgia en 3 volums.

## Premis
Al llarg de la seva carrera ha guanyat nombrosos premis tant a Espanya com Internacionals. Guanyà el segon premi en el Congrés Màgic Nacional de Saragossa de 1962. Fou guardonat, l'any 1968, com a l'As de Cartomàgia en el primer certamen màgic de Madrid. A més a més, també guanyà, juntament amb el mag Juan Antón, l'As de Màgia i el Premi Extraordinari. El 1972, guanyà el Gran Premi en el Congrés Nacional de Màgia de Sant Sebastià.
A nivell internacional, ha rebut diversos premis, a banda del primer premi mundial de Cartomàgia (París, 1973). En el congrés mundial de 2009 celebrat a Beijing, se li atorgà el premi honorífic (i fora de concurs) de Teoria i filosofia.